# Rachel Nichols
Rachel Emily Nichols (n. 8 ianuarie 1980, Augusta, Maine, SUA) este o actriță americană, cunoscută, mai ales, pentru rolul ei din serialul Alias (agenta Rachel Gibson), dar și pentru alte roluri din filme (Autumn in New York, The Amityville Horror). În 2012 interpretează rolul unui detectiv venit din viitor în serialul canadian Continuum.

## Filmografie

### Film
| an   | Titlu                                                    | Rol                           | Note          |
| ---- | -------------------------------------------------------- | ----------------------------- | ------------- |
| 2000 | Toamna la New York                                       | Model la Bar                  |               |
| 2003 | Relationship 101                                         | Jennifer Masters              |               |
| 2003 | Tăntălăul și Gogomanul: Când Harry l-a cunoscut pe Lloyd | Jessica Matthews              |               |
| 2004 | A Funny Thing Happened at the Quick Mart                 | Jennifer                      | Scurtmetraj   |
| 2004 | Walk Into a Bar                                          | —                             | Scurtmetraj   |
| 2004 | Debating Robert Lee                                      | Trilby Moffat                 |               |
| 2005 | Amityville (The Amityville Horror)                       | Lisa                          |               |
| 2005 | Fata de la magazin                                       | Trey's Girlfriend             |               |
| 2006 | Pădurea                                                  | Samantha Wise                 | Direct-pe-DVD |
| 2007 | Campionul (Resurrecting the Champ)                       | Polly                         |               |
| 2007 | Nivelul groazei                                          | Angela Bridges                |               |
| 2007 | Războiul lui Charlie Wilson                              | Suzanne                       |               |
| 2008 | Patru prietene și încă o pereche de blugi                | Julia Beckwith                |               |
| 2009 | Star Trek: Un nou început                                | Gaila                         |               |
| 2009 | G.I. Joe: The Rise of Cobra                              | Shana "Scarlett" O'Hara       |               |
| 2009 | For Sale by Owner                                        | Anna Farrier                  | Direct-pe-DVD |
| 2010 | Meskada                                                  | Leslie Spencer                | Direct-pe-DVD |
| 2010 | Ollie Klublershturf vs. the Nazis                        | Daniella                      | Scurtmetraj   |
| 2011 | Conan Barbarul                                           | Tamara                        |               |
| 2011 | A Bird of the Air                                        | Fiona                         |               |
| 2012 | Detectivul Alex Cross                                    | Monica Ashe                   |               |
| 2013 | Raze                                                     | Jamie                         |               |
| 2013 | McCanick                                                 | Amy Intrator                  |               |
| 2014 | Furia                                                    | Vanessa Maguire               |               |
| 2016 | Pandemic                                                 | Lauren Chase / Rebecca Thomas |               |
| 2016 | Inside                                                   | Sarah Clarke                  |               |
| 2020 | Breach                                                   | Chambers                      |               |

### Televiziune
| an        | Titlu                      | Rol            | Note                                    |
| --------- | -------------------------- | -------------- | --------------------------------------- |
| 2002      | Totul despre sex           | Alexa          | Episodul: "A 'Vogue' Idea"              |
| 2004      | Line of Fire               | Alex Myer      | Episodul: "Eminence Front: Parts 1 & 2" |
| 2005      | The Inside                 | Rebecca Locke  | Rolul principal                         |
| 2005–2006 | Alias                      | Rachel Gibson  | Rolul principal (sez. 5)                |
| 2007      | Them                       | Donna Shaw     | special TV                              |
| 2010–2011 | Criminal Minds             | Ashley Seaver  | Rolul principal (sez. 6)                |
| 2012–2015 | Continuum                  | Kiera Cameron  | Rolul principal                         |
| 2014      | Vrăjitoarele din East End  | Isis           | Episodul: "The Brothers Grimoire"       |
| 2014      | Rush                       | Corrinne Rush  | Rol secundar                            |
| 2015      | Chicago Fire               | Jamie Killian  | Rol secundar (sez. 4)                   |
| 2017–2018 | The Librarians             | Nicole Noone   | Rol secundar (sez. 4)                   |
| 2018      | Taken                      | Eve            | Episodul: "All About Eve"               |
| 2018–2019 | Titans                     | Angela Azarath | Rol secundar (sez. 1); invitat (sez. 2) |
| 2019      | The Man in the High Castle | Martha         | 5 episoade (sez. 4)                     |